# Демографија Мадагаскара
Демографија Мадагаскара обухвата демографске карактеристике становништва Мадагаскара, укључујући густину становништва, етничку припадност, ниво образовања, здравље становништва, економски статус, верске прирпадности и друге аспекте везане за становништво.
Мадагаскарска популација је претежно мешовита, аустроежанска и источноафричка.
Постоји велики проблем о проценама становништва на Мадагскару, јер су последњи пописи били стари и ограничени. Поседњи попис становништва обављен је 1993. године, а започет 1975. године. У више нврата било је покушаја пописа, као 2009. године, али он није реализован због политичке нестабилности у држави. Процењује се да је 2016. године на Мадагаскару живело 24.894.551 становник. Удео деце 2010. године испод 15 године био је 43,1%, 53,8% људи између 15 и 65 година, док је 3,1% популације било старије од 65 година.
|      | Укупна популација (хиљаде) | Популација између 0–14 година (%) | Популација између 15–64 (%) | Популација 65+ (%) |
| ---- | -------------------------- | --------------------------------- | --------------------------- | ------------------ |
| 1950 | 4,084                      | 38.2                              | 58.6                        | 3.2                |
| 1955 | 4,548                      | 40.2                              | 56.6                        | 3.2                |
| 1960 | 5,104                      | 42.6                              | 54.1                        | 3.3                |
| 1965 | 5,764                      | 44.6                              | 52.0                        | 3.4                |
| 1970 | 6,549                      | 45.1                              | 51.3                        | 3.6                |
| 1975 | 7,502                      | 45.6                              | 50.6                        | 3.8                |
| 1980 | 8,609                      | 45.9                              | 50.5                        | 3.6                |
| 1985 | 9,785                      | 45.1                              | 51.6                        | 3.3                |
| 1990 | 11,281                     | 44.7                              | 52.1                        | 3.2                |
| 1995 | 13,129                     | 44.5                              | 52.4                        | 3.1                |
| 2000 | 15,364                     | 45.3                              | 51.6                        | 3.1                |
| 2005 | 17,886                     | 44.6                              | 52.3                        | 3.1                |
| 2010 | 20,714                     | 43.1                              | 53.8                        | 3.1                |

| Године    | Мушкарци (%) | Жене (%) | Укупно (%) |
| --------- | ------------ | -------- | ---------- |
| 0–4       | 16.6         | 15.9     | 16.2       |
| 5–9       | 15.8         | 15.4     | 15.6       |
| 10–14     | 15.1         | 14.8     | 15.0       |
| 15–19     | 10.7         | 9.4      | 10.1       |
| 20–24     | 7.4          | 7.4      | 7.4        |
| 25–29     | 5.6          | 6.6      | 6.1        |
| 30–34     | 5.7          | 6.5      | 6.1        |
| 35–39     | 4.5          | 5.0      | 4.8        |
| 40–44     | 4.4          | 4.5      | 4.5        |
| 45–49     | 3.2          | 3.1      | 3.2        |
| 50–54     | 3.4          | 3.8      | 3.6        |
| 55–59     | 2.2          | 2.2      | 2.2        |
| 60–64     | 2.1          | 2.1      | 2.1        |
| 65–69     | 1.1          | 1.1      | 1.1        |
| 70–74     | 0.9          | 0.8      | 0.9        |
| 75–79     | 0.5          | 0.5      | 0.5        |
| 80+       | 0.6          | 0.7      | 0.6        |
| непознато | 0.2          | 0.1      | 0.1        |

| Године | Мушкарци (%) | Жене (%) | Укупно (%) |
| ------ | ------------ | -------- | ---------- |
| 0–14   | 47.5         | 46.1     | 46.8       |
| 15–64  | 49.2         | 50.7     | 50.0       |
| 65+    | 3.1          | 3.1      | 3.1        |

### Популација према Организацији уједињених нација
Статисике Организације уједињених нација
| Година | Популација (у хиљадама) |
| ------ | ----------------------- |
| 2015   | 23,852                  |
| 2020   | 27,365                  |
| 2025   | 31,217                  |
| 2030   | 35,333                  |
| 2035   | 39,643                  |
| 2040   | 44,132                  |
| 2045   | 48,782                  |
| 2050   | 53,561                  |

## Витална статистика
Витална статистика на основу процена Уједињених нација:

| Период    | Рођених по години | Умрлих по години | Годишње промене | ЦБР* | ЦДР* | НЦ*  | ТФР* | ИМР* |
| --------- | ----------------- | ---------------- | --------------- | ---- | ---- | ---- | ---- | ---- |
| 1950–1955 | 212,000           | 119,000          | 93,000          | 49.0 | 27.5 | 21.5 | 7.30 | 181  |
| 1955–1960 | 236,000           | 125,000          | 111,000         | 48.8 | 25.8 | 23.0 | 7.30 | 167  |
| 1960–1965 | 262,000           | 130,000          | 132,000         | 48.3 | 24.0 | 24.3 | 7.30 | 155  |
| 1965–1970 | 295,000           | 136,000          | 159,000         | 47.9 | 22.1 | 25.7 | 7.30 | 143  |
| 1970–1975 | 339,000           | 145,000          | 194,000         | 48.3 | 20.6 | 27.7 | 7.30 | 132  |
| 1975–1980 | 379,000           | 152,000          | 227,000         | 47.0 | 18.8 | 28.2 | 7.00 | 122  |
| 1980–1985 | 388,000           | 152,000          | 237,000         | 42.2 | 16.5 | 25.7 | 6.10 | 111  |
| 1985–1990 | 474,000           | 173,000          | 301,000         | 45.0 | 16.4 | 28.6 | 6.30 | 110  |
| 1990–1995 | 545,000           | 174,000          | 371,000         | 44.7 | 14.3 | 30.4 | 6.14 | 96   |
| 1995–2000 | 609,000           | 161,000          | 448,000         | 42.8 | 11.3 | 31.5 | 5.80 | 76   |
| 2000–2005 | 649,000           | 143,000          | 505,000         | 39.0 | 8.6  | 30.4 | 5.28 | 58   |
| 2005–2010 | 698,000           | 131,000          | 567,000         | 36.2 | 6.8  | 29.4 | 4.83 | 45   |
|           |                   |                  |                 |      |      |      |      |      |

### Фертилитет и рођења
Укупна стопа фертилитет и стопа наталитета (ЦБР):
| Година  | ЦБР  | ТФР        | ЦБР  | ТФР        | ЦРБ  | ТФР        |
| ------- | ---- | ---------- | ---- | ---------- | ---- | ---------- |
| 1992    | 43.3 | 6.13 (5.2) | 34.2 | 3.84 (3.0) | 45.1 | 6.69 (5.8) |
| 1997    | 42.3 | 5.97 (5.2) | 34.5 | 4.19 (3.8) | 45.0 | 6.66 (5.8) |
| 2003–04 | 35.3 | 5.2 (4.7)  | 28.7 | 3.7 (3.4)  | 37.2 | 5.7 (5.1)  |
| 2008–09 | 33.4 | 4.8 (4.2)  | 24.8 | 2.9 (2.5)  | 34.8 | 5.2 (4.5)  |

Подаци о фертилету од 2008—2009. године:
| Регија              | Ферилитет | Број деце које су родиле жене између 15—40 година | Број деце које су родиле жене између 40—49 година |
| ------------------- | --------- | ------------------------------------------------- | ------------------------------------------------- |
| Анаммаланга         | 3.4       | 5.7                                               | 4.3                                               |
| Вакинакаратра       | 5.3       | 7.4                                               | 6.0                                               |
| Исаси               | 5.5       | 6.7                                               | 6.9                                               |
| Бонголава           | 3.8       | 6.9                                               | 5.4                                               |
| Хауте Масиатра      | 6.4       | 7.5                                               | 6.8                                               |
| Аморон Манија       | 6.1       | 5.3                                               | 6.7                                               |
| Ватовави Фитовинани | 6.5       | 10.3                                              | 6.5                                               |
| Ихоромбе            | 5.9       | 10.6                                              | 5.5                                               |
| Атсимо Атсинанана   | 6.3       | 11.4                                              | 6.0                                               |
| Атсинанана          | 3.0       | 9.2                                               | 4.1                                               |
| Алалањирофо         | 4.6       | 6.6                                               | 5.7                                               |
| Алаотра Мангоро     | 5.0       | 9.1                                               | 5.5                                               |
| Боени               | 4.5       | 9.1                                               | 4.9                                               |
| Софија              | 4.4       | 10.7                                              | 5.9                                               |
| Бетскибока          | 4.7       | 10.5                                              | 6.1                                               |
| Мелаки              | 4.7       | 12.2                                              | 5.5                                               |
| Атсимо Адрефана     | 6.2       | 13.2                                              | 6.3                                               |
| Андрој              | 6.4       | 10.8                                              | 5.6                                               |
| Аноси               | 5.5       | 8.6                                               | 5.7                                               |
| Менабе              | 4.8       | 11.3                                              | 5.9                                               |
| Диана               | 3.7       | 6.8                                               | 4.9                                               |
| Сава                | 4.5       | 6.3                                               | 5.0                                               |

### Животни век
| Период    | Очекивано трајање живота Године | Период    | Очекивано трајање живота Године |
| --------- | ------------------------------- | --------- | ------------------------------- |
| 1950–1955 | 36.3                            | 1985–1990 | 49.9                            |
| 1955–1960 | 38.8                            | 1990–1995 | 52.7                            |
| 1960–1965 | 41.2                            | 1995–2000 | 56.7                            |
| 1965–1970 | 43.5                            | 2000–2005 | 60.0                            |
| 1970–1975 | 46.0                            | 2005–2010 | 62.2                            |
| 1975–1980 | 48.1                            | 2010–2015 | 64.5                            |
| 1980–1985 | 49.7                            |           |                                 |

Извор: Организација уједињених нација

## Етничка припадност
Острво Мадагаскар углавном насељује људи широко класификовани као припадници малагашке етно-лингвистичке групе. Ова група је даље подељена на више етничких група, често у стандардних осамнаест. Осим тога, заједнице Индијаца и Арапа давно су основане на острву и асимиловане су у локалне заједнице различитог степена, на неким местима које су одавно постале идентификоване етничке групе Малагши, а у другима одржавају различите идентитете и културну сепарацију. Новији доласци укључују Европљане и кинеске имигранте.

Индјци на Мадагаскару воде порекло углавном од тргоаца који су стигли на Мадагаскар у 19. веку, због трговине. Већина њих долазила је са западне обале Индије, говоре углавно хинду или гујаратским језиком, иако се говоре и неки други индијски дијалекти. Данас млађе генерације говоре најмање три језика, укључујући француски, гујарати и мадагаскарски. Велики број Индијаца на Мадагаскару има висок степен образовања, нарочито млађе генерације.
Велики број Европљана такође борави на Мадагаскару и углавном су француског порекла.

## Религија
Религија у Мадагаскару 2010. године по Пју истраживачком центру
Према америчком Министарству држава у 2011. години, 41% становника Мадагаскара практикује хришћанство и 52% практикује традиционалну религију. Међутим, према истраживачком центру Пју, 2010. године само 4,5% становника Мадагаскара практиковало је народне религијем, а 85% становништва били су хришћани, нарочито протестанти и нешто мање њих католици.
Традиционалне религије Мадагаскара наглашавају везе између живих и мртвих. Они верују да се мртви придружују својим предацима у редовима божанства и да су преци интензивно забринути због судбине њихових живих потомака. Током ритуала, тела мртвих ваде из породичних гробница, облаче им нову гардеробу, а након свечаности после два до три дана враћају у гробнице.
Станивници Мадагаскара су углавном протенстанти или католици, а постоји мала група људи који су припадници цркве Исуса Христа, Јеховини сведоци, хришћанске адвентистичке цркве и православне цркве.
Муслимани су чинили 7% укупног станивништва, према подацима Стејт дипартмента, 2011. године, односно 3% према Пју истраживачком центру, 2010. године. Они су углавном сконцентрисани на северу, северозападу и југоистику. На Мадагасру постоји и мала група хиндуса.